# پادشاه سونگدوک
پادشاه سونگدوک (هانگول:성덕)، (سلطنت؛ ۷۰۲ ~ ۷۳۷ میلادی) سی و سومین پادشاه شیلا یکی از سه پادشاهی کره بود. او دومین پسر پادشاه شینمون و برادر کوچکتر پادشاه هیوسو بود.

## حکومت
در سال ۷۰۴ میلادی سونگدوک با بانو به‌سو (ملکه سونگجونگ) دختر کیم وونتا ازدواج کرد. در سال ۷۱۵ پسرشان جونگ‌یونگ، ولیعهد و وارث احتمالی نامیده شد. اندکی پس از آن، و به دلایل نامشخص اما به احتمال زیاد مربوط به جنگ قدرت در دربار بین پادشاه و قبیله ملکه، ملکه سونگجونگ در سال ۷۱۶ از کاخ بیرون رانده شد. به عنوان شواهد دیگری از یک جنگ احتمالی قدرت، سال بعد جونگیونگ در شرایطی که ناشناخته باقی مانده است درگذشت. پس از سقوط از نفع همسر اولش، پادشاه سونگدوک در سال ۷۲۰ میلادی با سودوک، دختر وزیر کیم سون‌وون ازدواج کرد. پادشاهان هیوسونگ و گیونگدوک از فرزندان سونگدوک و سودوک بودند.
علیرغم پیشنهادهایی مبنی بر ادامه جنگ قدرت بین اشراف و حق سلطنتی، سلطنت پادشاه سونگدوک توسط اکثر دانشمندان کره‌ای اوج دولت شیلای متحد تلقی می‌شود. روابط بین شیلا و تانگ چین به سطوح همکاری بی نظیری رسید. این تطابق پس از سال‌ها رویارویی و رقابت بر سر هژمونی در کره، ارتباط زیادی با درک تانگ داشت که شیلا به عنوان یک متحد در جناح خود ارزشمندتر از یک رقیب بود، در دوره‌ای که تانگ با چالش‌های مداوم برای اقتدار خود مواجه بود. در غرب دور و در مناطق شمالی - توسط تبت و مالگال، نیروهای اسلامی پویا که از آسیای مرکزی بیرون می‌آیند، و همچنین پادشاهی بالهه که در اواخر قرن هفتم از خرابه‌های امپراتوری قدیمی گوگوریو پدیدار شده بود. در واقع در سال ۷۳۳ شوانزونگ اول، امپراتور تانگ، که از یک بالهه متخاصم فزاینده (که در واقع یک حمله دریایی به تانگ را در سال ۷۳۳ آغاز کرده بود) آشفته بود در سال ۷۳۳، پادشاه سونگدوک را به عنوان فرمانده نظامی «نینگهای جونشی» معرفی کرد. قبیله مالگال اگرچه پادشاه سونگدوک در واقع در همان سال یک لشکرکشی به شمال راه اندازی کرد، اما توسط یک کولاک خنثی شد.
شیلا نیز نگران تجدید حیات بالهه بود. درسال ۷۲۱ پادشاه سونگدوک دستور ساخت قنات هایی را در سراسر مرز شمالی شیلا داد. بقایای این دیوار هنوز در استان هامگیانگ جنوبی امروزی کره‌شمالی دیده می شود. سال بعد (و احتمالاً با همان کارگران) سونگدوک که در اثر حملات دزدان دریایی ژاپنی در امتداد سواحل جنوبی نیز دچار مشکل شد، قلعه بزرگی در نزدیکی پایتخت برپا کرد که وسعت آن ده کیلومتر بود. طبق گزارش سامگوک یوسا، یک رکورد کره ای قرن سیزدهم از تاریخ و افسانه ای که به دوره مورد بحث می پردازد، قلعه (معروف به قلعه استانی موبول) به کار نزدیک به ۴۰٫۰۰۰ مرد نیاز داشت، جمع آوری انبوه نیروی انسانی که گواه افزایش قدرت سلطنت متمرکز است.
دوران سلطنت سونگدوک دوران رفاه و صلح نسبی بود. همانطور که یکی از محققین کره ای ادعا کرده است، در طول حکومت خود نهایتاً قدرت تاج و تخت تضمین شد، و با انجام این کار، پادشاهی سرانجام توانست از آرامش غیرعادی داخلی برخوردار شود.
بر اساس یک روایت در سامگوک ساگی، پادشاه سونگدوک اولین ساعت آبی کره را در نوگاک کره‌ای در سال ۷۱۸ اختراع کرد. با این حال، این احتمالاً برداشت اشتباهی از نوگاکجونک است، زیرا در جاهای دیگر سامگوک ساگی نقل می‌کند که در سال ۷۱۸ تأسیس شده است. اولین بار نوگاکجونک یا دفتر زمان سنجی. با توجه به تاریخ مرگ سونگدوک، همانطور که تاریخ های چینی دوره ای ثبت می کنند که در ماه دوم سال ۷۳۷ یک فرستاده تانگ به جانشین سونگدوک (بعدها پادشاه هیوسونگ) به عنوان پادشاه شیلا اعزام شد، فرض شده است که شاه سونگدوک در واقع درسال ۷۳۶ درگذشته است.